# Oleg Chorschan

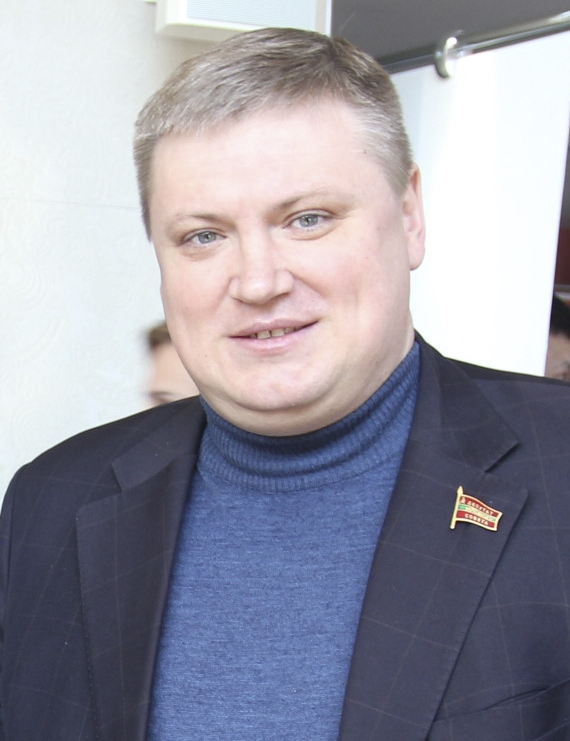
Oleg Chorschan (2016)

Oleg Olegowitsch Chorschan (russisch Олег Олегович Хоржан, * 30. Juni 1976 Camenca, Moldauische Sozialistischen Sowjetrepublik, Sowjetunion; † vor oder am 17. Juli 2023 in Sucleia, Transnistrien) war ein moldauischer bzws. transnistrischer Politiker, der als Vorsitzender der Kommunistischen Partei Pridnestrowiens und Mitglied des Obersten Rates Transnistriens fungierte.
Im Jahr 2018 wurde er verhaftet und inhaftiert, weil er während einer politischen Kundgebung mutmaßlich die Polizei angegriffen hatte. Nach Verbüßung der gesamten Haftstrafe wurde er am 6. Dezember 2022 freigelassen. Während seiner Inhaftierung wurde Chorschan von seinen Anhängern und der UCP-CPSU als politischer Gefangener betrachtet. Im Juli 2023 wurde er in seinem Büro von einer unbekannten Person ermordet.

## Werdegang

### Frühe Arbeit
Chorschan arbeitete nach dem Ende des Transnistrienkrieges im Juli 1992 im Militärkrankenhaus Dubăsari. Mit 18 Jahren trat er der örtlichen kommunistischen Partei bei und beteiligte sich aktiv am Wiederaufbau des Jugendflügels der Partei. Im April 1995 wurde er in den Stadtrat von Tiraspol gewählt. Von 1997 bis 2000 war er Vorsitzender der parlamentarischen Rechtskommission. Für seine Arbeit wurde Chorschan später vom Stadtrat ein Ehrendiplom verliehen.

### 2000er Jahre
Im Mai 2003 trat er der neu gegründeten Kommunistischen Partei Pridnestrowiens (PCP) bei und wurde nach der Inhaftierung des ursprünglichen Parteivorsitzenden zu deren neuen Vorsitzenden gewählt. Im März 2007 wurde Chorschan verhaftet und inhaftiert, weil er in Tiraspol einen Protest gegen steigende Preise und Steuern organisiert hatte. Anschließend wurde er zu einer eineinhalbjährigen Bewährungsstrafe verurteilt.

### 2010er Jahre
Bei den Parlamentswahlen 2010 wurde Chorschan als erster PCP-Kandidat in den Obersten Rat gewählt. Während seiner ersten Amtszeit wurde er dem Ausschuss für Bildung, Wissenschaft und Kultur zugeteilt. Bei den Präsidentschaftswahlen 2011 kandidierte Khorzhan als Unabhängiger mit Unterstützung der PCP und belegte mit 5,09 % der Stimmen den vierten Platz. Am Jahrestag der Gründung Transnistriens im Jahr 2014 verlieh der damalige Präsident Jewgeni Schewtschuk Chorschan die Medaille „Für Tapferkeit der Arbeit“. Für seine Bemühungen um die Entwicklung und Stärkung der Beziehungen zwischen Transnistrien und der anderen abtrünnigen Republik Südossetien wurde ihm vom Parlament Südossetiens ein Ehrendiplom verliehen. Chorschan wurde für seine Arbeit in Moskau außerdem von der Kommunistischen Partei der Russischen Föderation mit dem Orden für Parteitüchtigkeit ausgezeichnet. Chorschan wurde bei den Parlamentswahlen 2015 erneut gewählt und belegte im Wahlkreis Nr. 40 mit 43,62 % der Stimmen den ersten Platz. Chorschan kandidierte bei der Präsidentschaftswahl 2016 erneut für das Präsidentenamt, diesmal als PCP-Kandidat. Mit 3,17 % der Stimmen belegte er den dritten Platz.[11]

### 2018 Verhaftung und Inhaftierung
Am 2. Juni 2018 veranstaltete Chorschan in Tiraspol eine Kundgebung, bei der mehrere Teilnehmer von der Polizei festgenommen wurden. Später am Abend des Tages ging Chorschan zum Gebäude für innere Angelegenheiten der Stadt, um sich mit dem Direktor zu treffen und für die Freilassung der Häftlinge zu bürgen. Polizeibeamte hinderten ihn daran, das Gebäude zu betreten, und Berichten zufolge kam es zu einer körperlichen Auseinandersetzung. Chorschan schrieb anschließend eine Erklärung an die Polizei, in der er das Vorgehen der Polizei als unverhältnismäßige Gewaltanwendung und als Verletzung seiner Rechte als Mitglied des Obersten Rates anprangerte. Im Gegenzug wurde Chorschan auf Empfehlung des Chefanklägers Anatoly Guretsky seine parlamentarische Immunität entzogen und am 6. Juni 2018 verhaftet. Mehrere andere Parteimitglieder waren vor Chorschan von den Behörden verhaftet worden, darunter seine Frau, sein Sohn und der Abgeordnete des Stadtrats von Tiraspol, Alexander Samoniy. Chorschans Verhaftung wurde sofort von Mitgliedern der UPC-KPdSU verurteilt, die seine Inhaftierung als rechtswidrig und politisch motiviert anprangerten. Am 3. November 2018 befand der Oberste Gerichtshof Transnistriens Chorschan des Angriffs auf die Polizei für schuldig und verurteilte ihn zu viereinhalb Jahren Gefängnis. Außerdem wurde ihm eine hohe Geldstrafe auferlegt. Der moldauische Präsident Igor Dodon brachte seine Ablehnung des Urteils zum Ausdruck und forderte die Staatsanwaltschaft Moldawiens auf, zu reagieren, doch diese ergriff keine Maßnahmen. Chorschan wurde am 6. Dezember 2022 aus dem Gefängnis entlassen, nachdem er seine gesamte Haftstrafe verbüßt hatte.

### Persönliches Leben
Chorschan war verheiratet und hatte zwei Söhne.

### Tod
In der Nacht des 16. Juli 2023 wurde Chorschan offenbar ermordet in seinem eigenen Büro aufgefunden. Als Todesursache wurden mehrere Stichwunden angegeben, wobei unbestätigte Berichte auftauchten, dass er auch angeschossen worden sei. Chorschans Leiche wurde von seiner Frau neben einem leeren Safe liegend entdeckt. Der Vorsitzende des Zivilkongresses, Mark Tkachuk, schrieb in den sozialen Medien über Chorschans Tod. Am 17. Juli gab der Vorsitzende der Kommunistischen Partei der Russischen Föderation Gennadi Sjuganow ebenfalls bekannt, dass Chorschan getötet worden sei, und forderte eine Untersuchung.